# 歩兵第51連隊
歩兵第51連隊（ほへいだい51れんたい、歩兵第五十一聯隊）は、大日本帝国陸軍の連隊のひとつ。

## 沿革
- 1905年（明治38年）

3月 - 編成下令
4月15日 - 軍旗拝受
7月 - 樺太に派遣
- 1908年（明治41年）11月11日 - 三重県一志郡本村に移転し翌日から事務を開始[1]。
- 1925年（大正14年）5月 - 宇垣軍縮により本連隊は廃止
- 1938年（昭和13年）

4月4日 - 拡大する戦局に対応するため、第15師団と共に隷下部隊として再編成される
8月 - 華中に派遣、江蘇省各地に駐屯、漢口の戦いなどに参加
11月12日 - 江蘇省容県城の警備に就く
- 1939年（昭和14年） - セツ東作戦などに参加
- 1941年（昭和16年） - 蘇北作戦などに参加
- 1942年（昭和17年） - 湘カン会戦などに参加
- 1943年（昭和18年）

3月 - 鎮江に移駐、同地の警備に就く
6月 - ビルマ方面に移動、インパール作戦に参加するため急ぐが、輸送上の問題により遅れる
- 1944年（昭和19年）

2月 - レウに集結完了
3月15日 - チンドウィン川を渡河
3月17日 - 国境を突破、インドに進入する
4月1日 - アラカン山脈を突破するも、先鋒部隊の第33師団が停滞したため本連隊は立ち往生する
7月7日 - 1週間の絶食状態が続いたのちに退却命令が下る
11月 - ウントー北方に集結
- 1945年（昭和20 年）

1月 - イラワジ会戦に参加
8月 - 終戦

## 歴代連隊長
| 第一次 |            |                        |                      |
| 1      | 中野広     | 1905.4.15 -            | 中佐                 |
| 2      | 河村光治   | 1906.3.24 - 1906.9.20  | 中佐                 |
| 3      | 横山新治   | 1906.9.20 - 1908.8.22  | 中佐、大佐昇進、死去 |
| 4      | 志波今朝一 | 1908.9.12 - 1910.11.30 |                      |
| 5      | 山梨半造   | 1910.11.30 - 1911.9.6  |                      |
| 6      | 柳下重勝   | 1911.9.6 - 1913.8.22   |                      |
| 7      | 吉野文四郎 | 1913.8.22 - 1916.8.18  |                      |
| 8      | 竹上常三郎 | 1916.8.18 -            |                      |
| 9      | 岡田誠道   | 1918.1.18 -            |                      |
| 10     | 石原周信   | 1921.7.20 - 1922.8.15  |                      |
| 11     | 深見新之助 | 1922.8.15 - 1923.8.6   |                      |
| 12     | 小磯國昭   | 1923.8.6 - 1925.5.1    |                      |
| 第二次 |            |                        |                      |
| 1      | 池田廉二   | 1938.7.16 -            |                      |
| 2      | 斎藤春麿   | 1940.8.1 -             |                      |
| 3      | 尾本喜三雄 | 1941.5.16 -            |                      |
| 4      | 折田一雄   | 1944.10.14 - 1945.2.18 | 戦死                 |
| 5      | 上田孝     | 1945.3.1 - 3.21        | 中佐、戦死           |
| 末     | 山内清之   | 1945.4.7 -             | 中佐                 |